# Benfeld
Benfeld [bɛnfɛld]  est une commune française située dans la circonscription administrative du Bas-Rhin et, depuis le 1er janvier 2021, dans le territoire de la Collectivité européenne d'Alsace, en région Grand Est.
Cette commune se trouve dans la région historique et culturelle d'Alsace.

## Géographie

### Localisation
Benfeld, située au sud de Strasbourg, est une des « Portes du Ried », zone humide à la richesse écologique de premier plan. Le bourg centre du canton de Benfeld s'est développé à l'ouest de l'Ill.

### Communes limitrophes
Les communes limitrophes sont Herbsheim, Huttenheim, Kertzfeld, Rossfeld et Sand.
|            | Sand     |           |
| Kertzfeld  | Benfeld  | Herbsheim |
| Huttenheim | Rossfeld |           |

### Géologie et relief
Le relief de la commune est plat. Les altitudes sont comprises entre 155 m et 160 m.
Le territoire de la commune est concerné par une zone humide remarquable d’intérêt au moins régional nommée « Ried de la Lutter – Huttenheim ».

### Sismicité
L’ensemble de la commune est situé en zone de sismicité de niveau 3 (modéré),.

### Hydrographie

#### Réseau hydrographique

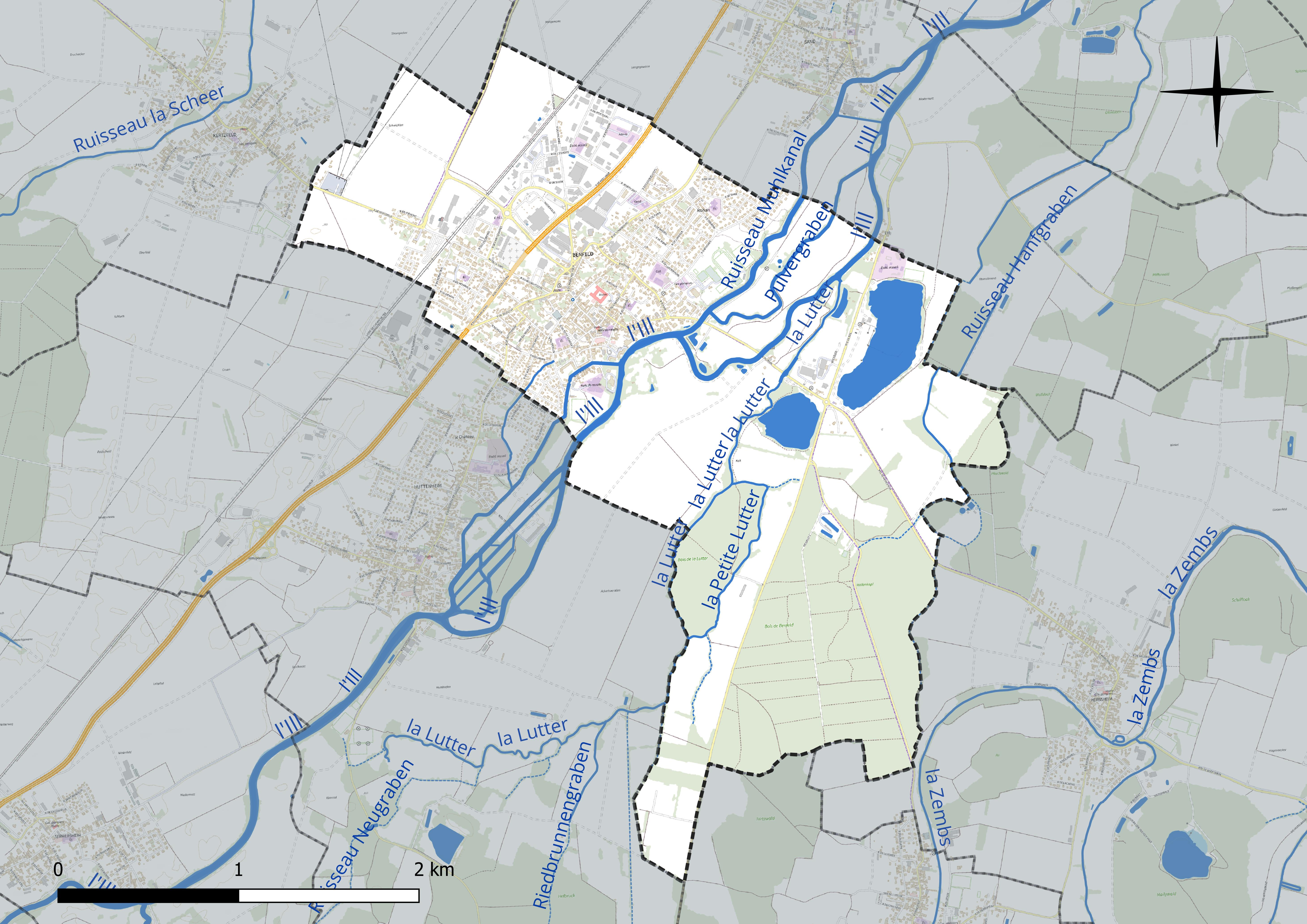
Réseau hydrographique de Benfeld.

La commune est dans le bassin versant du Rhin au sein du bassin Rhin-Meuse. Elle est drainée par l'Ill, la Lutter, la Petite Lutter, le ruisseau Hanfgraben, le ruisseau le Pulwergraben et le ruisseau Muhlkanal,.
L'Ill, d'une longueur de 217 km, prend sa source dans la commune de Winkel et se jette  dans le Grand Canal d'Alsace à Offendorf, après avoir traversé 68 communes. Les caractéristiques hydrologiques de l'Ill sont données par la station hydrologique située sur la commune d'Osthouse. Le débit moyen mensuel est de 38,1 m3/s. Le débit moyen journalier maximum est de 260 m3/s, atteint lors de la crue du 16 janvier 2004. Le débit instantané maximal est quant à lui de 277 m3/s, atteint le 7 janvier 2018.

#### Gestion et qualité des eaux
Le territoire communal est couvert par le schéma d'aménagement et de gestion des eaux (SAGE) « Ill Nappe Rhin ». Ce document de planification concerne la nappe phréatique rhénane, les cours d'eau de la plaine d'Alsace et du piémont oriental du Sundgau, les canaux situés entre l'Ill et le Rhin et les zones humides de la plaine d'Alsace. Il s’étend sur 3 596 km2. Il a été approuvé le 17 janvier 2005. La structure porteuse de l'élaboration et de la mise en œuvre est la région Grand Est.
La qualité des cours d’eau peut être consultée sur un site dédié géré par les agences de l’eau et l’Agence française pour la biodiversité.
Le 11 décembre 1970, un camion-citerne appartenant à la société ONATRA, et transportant du tétrachlorure de carbone, se coucha et déversa accidentellement son contenu à la sortie Nord de Benfeld. Environ 4 000 litres de ce produit ne purent être récupérés et s’infiltrèrent dans la nappe phréatique rhénane. Pour l'instant, la pollution semble contenue entre Benfeld et Erstein. Selon l'association Robin des Bois, la pollution continue vers le nord, et menace l'alimentation en eau potable de Strasbourg.

#### Risques d'inondation
La vallée de l'Ill comme l'ensemble du département a connu plusieurs inondations importantes. On peut citer au 20e siècle, les crues de 1910, 1919, 1947, 1955, 1983 et 1990 notamment qui ont causé de nombreux dégâts (destructions de ponts, inondations de zones industrielles et d’ agglomérations). Les inondations de l'Ill ont lieu essentiellement en période hivernale et printanière à la suite de pluies abondantes parfois associées à la fonte du manteau neigeux. Les crues de 1983 et de 1990 ont présenté une période de retour entre 20 et 50 ans. Afin d'anticiper et de gérer une éventuelle inondation, un Plan de prévention des risques d'inondation de l'lll  a été approuvé par arrêté préfectoral le 30 janvier 2020. Le bourg centre de Benfeld s’est développé à l’Ouest de l’Ill, secteur qui n’est pas soumis au risque inondation. Seul l’îlot situé entre la rue du Luxembourg, la rue Rohan et l’Ill et celui entre la rue de la Digue et l’Ill, sont touchés par les zones inondables. Ces deux îlots comptent respectivement, des équipements
sportifs et de loisirs, ainsi qu’une résidence pour personnes âgées. La zone d’activités rue du Rhin, le long de la RD 5, est partiellement en zone inondable d’aléas faible à moyen. Le lotissement « Les Bleuets du Lac », route de Herbsheim est situé en aléas faible à fort. Les parties Sud et Est de la commune constituent une importante zone de champ d’expansion des crues.

### Climat
Pour des articles plus généraux, voir Climat du Grand Est et Climat du Bas-Rhin.
En 2010, le climat de la commune est de type climat des marges montargnardes, selon une étude du Centre national de la recherche scientifique s'appuyant sur une série de données couvrant la période 1971-2000. En 2020, Météo-France publie une typologie des climats de la France métropolitaine dans laquelle la commune est exposée à un climat semi-continental et est dans la région climatique  Alsace, caractérisée par une pluviométrie faible, particulièrement en automne et en hiver, un été chaud et bien ensoleillé, une humidité de l’air basse au printemps et en été, des vents faibles et des brouillards fréquents en automne (25 à 30 jours).
Pour la période 1971-2000, la température annuelle moyenne est de 10,7 °C, avec une amplitude thermique annuelle de 17,7 °C. Le cumul annuel moyen de précipitations est de 643 mm, avec 7,9 jours de précipitations en janvier et 9,8 jours en juillet. Pour la période 1991-2020, la température moyenne annuelle observée sur la station météorologique de Météo-France la plus proche, « Selestat Sa », sur la commune de Sélestat à 16 km à vol d'oiseau, est de 11,4 °C et le cumul annuel moyen de précipitations est de 621,1 mm. 
La température maximale relevée sur cette station est de 39,3 °C, atteinte le 13 août 2003 ; la température minimale est de −17 °C, atteinte le 20 décembre 2009,,.
Les paramètres climatiques de la commune ont été estimés pour le milieu du siècle (2041-2070) selon différents scénarios d'émission de gaz à effet de serre à partir des nouvelles projections climatiques de référence DRIAS-2020. Ils sont consultables sur un site dédié publié par Météo-France en novembre 2022.

## Urbanisme

### Typologie
Au 1er janvier 2024, Benfeld est catégorisée ceinture urbaine, selon la nouvelle grille communale de densité à sept niveaux définie par l'Insee en 2022.
Elle appartient à l'unité urbaine de Benfeld, une agglomération intra-départementale regroupant deux  communes, dont elle est ville-centre,,. Par ailleurs la commune fait partie de l'aire d'attraction de Strasbourg (partie française), dont elle est une commune de la couronne,. Cette aire, qui regroupe 268 communes, est catégorisée dans les aires de 700 000 habitants ou plus (hors Paris),.

### Occupation des sols

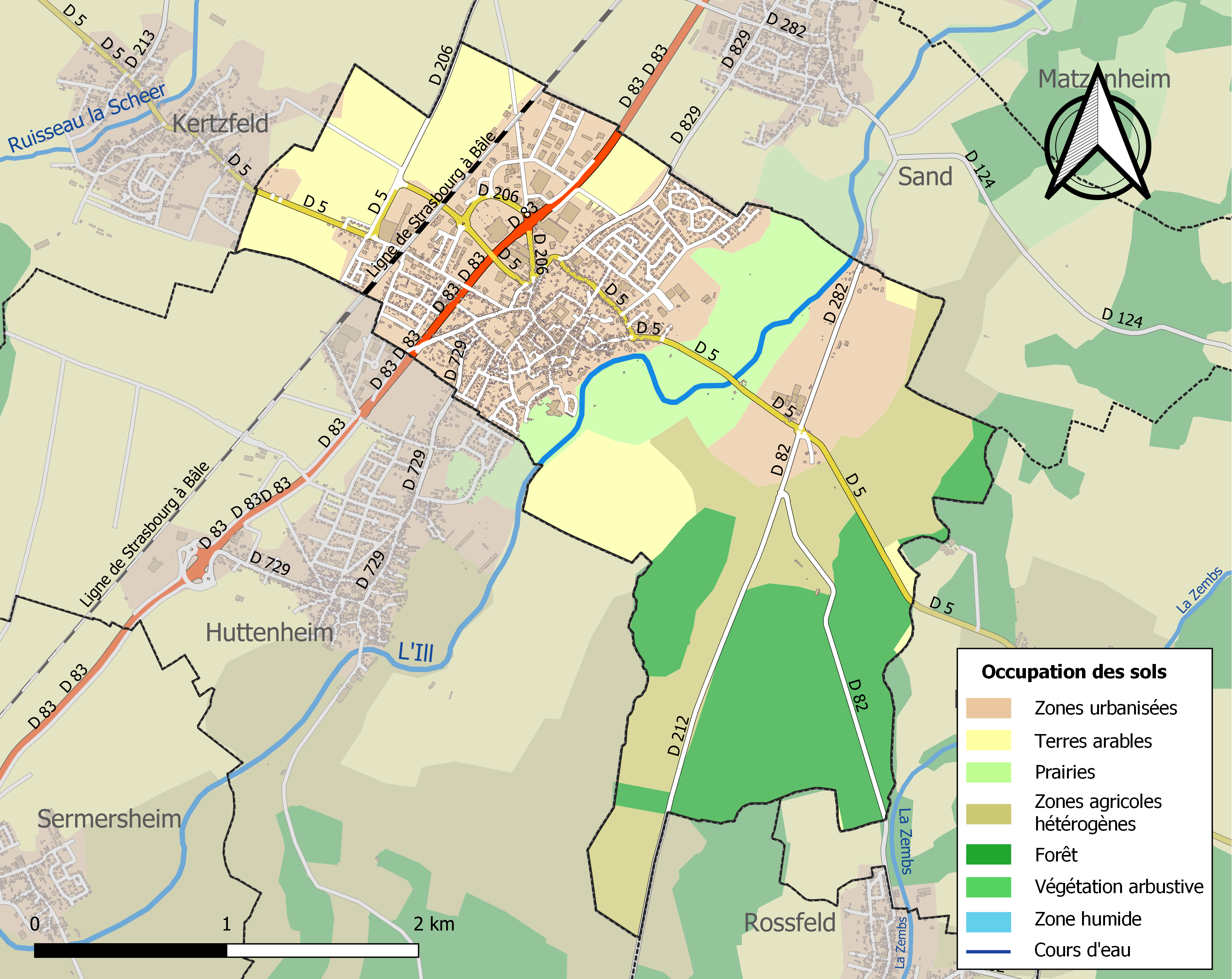
Carte des infrastructures et de l'occupation des sols de la commune en 2018 (CLC).

L'occupation des sols de la commune, telle qu'elle ressort de la base de données européenne d’occupation biophysique des sols Corine Land Cover (CLC), est marquée par l'importance des territoires agricoles (44,6 % en 2018), en diminution par rapport à 1990 (49 %). La répartition détaillée en 2018 est la suivante : 
forêts (20,4 %), terres arables (17,5 %), zones urbanisées (16,9 %), zones agricoles hétérogènes (16,5 %), prairies (10,5 %), zones industrielles ou commerciales et réseaux de communication (10 %), mines, décharges et chantiers (8,1 %). L'évolution de l’occupation des sols de la commune et de ses infrastructures peut être observée sur les différentes représentations cartographiques du territoire : la carte de Cassini (XVIIIe siècle), la carte d'état-major (1820-1866) et les cartes ou photos aériennes de l'IGN pour la période actuelle (1950 à aujourd'hui).

### Voies de communications et transports

#### Voies routières
Accès par l’autoroute A35 et la départementale 1083.

#### Transports en commun
- L'Alsace sans ma voiture[26].
- Benfeld possède une gare desservie par le TER Alsace.

## Toponymie
Benfeld - Bénestroff - Bensdorf.

## Histoire

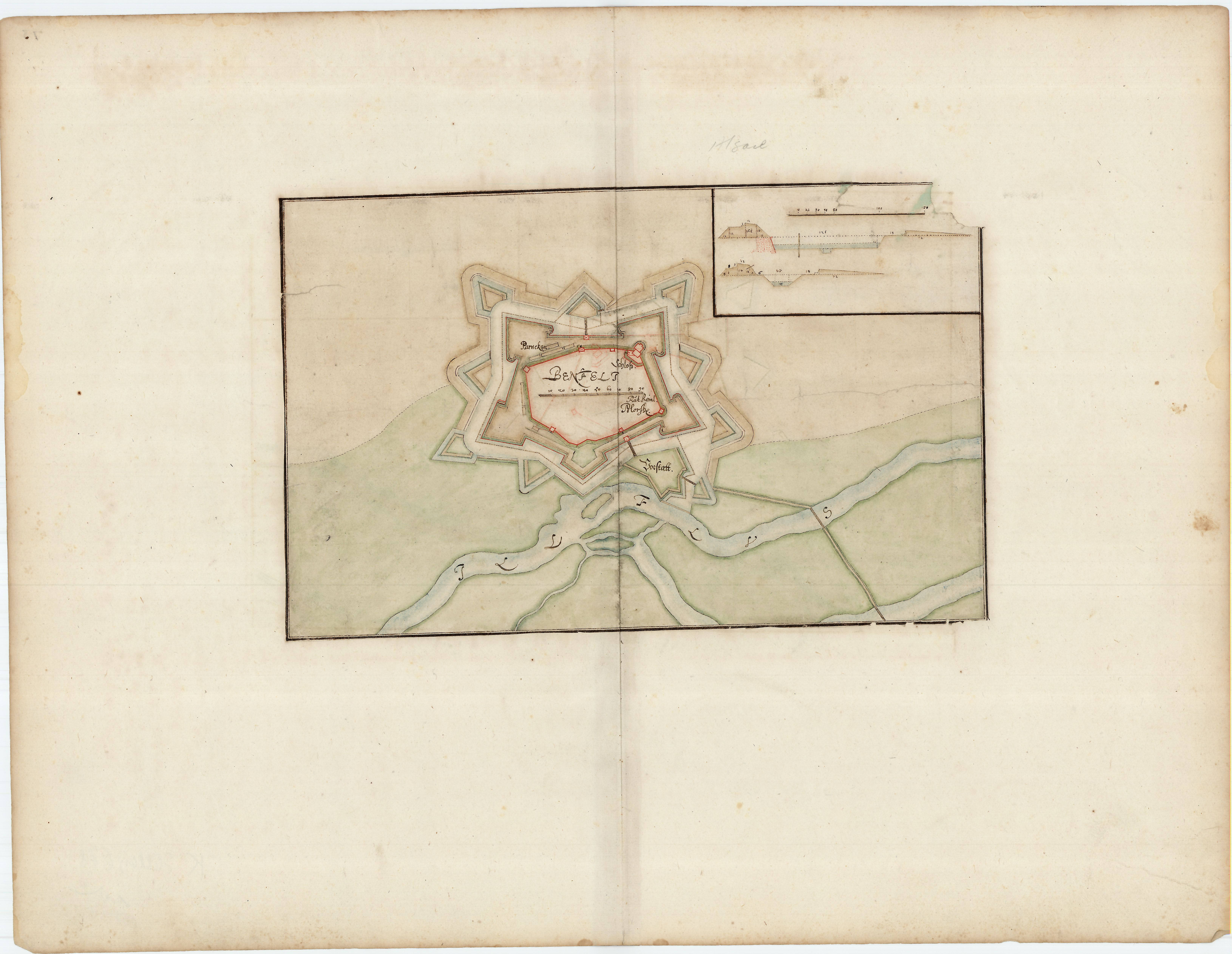
Plan de la forteresse de Benfeld (ca. 1750).

- Benfeld provient de l'installation de colonies romaines ne trouvant plus de place à l'intérieur du campement romain d'Ellelum ou Helvetum (Ehl)[28] qui fut détruit par les Vandales en janvier 407. La ville gallo-romaine ne sera pas reconstruite et plus tard, on en réutilisa les pierres pour construire le village de Benaveldim[29].

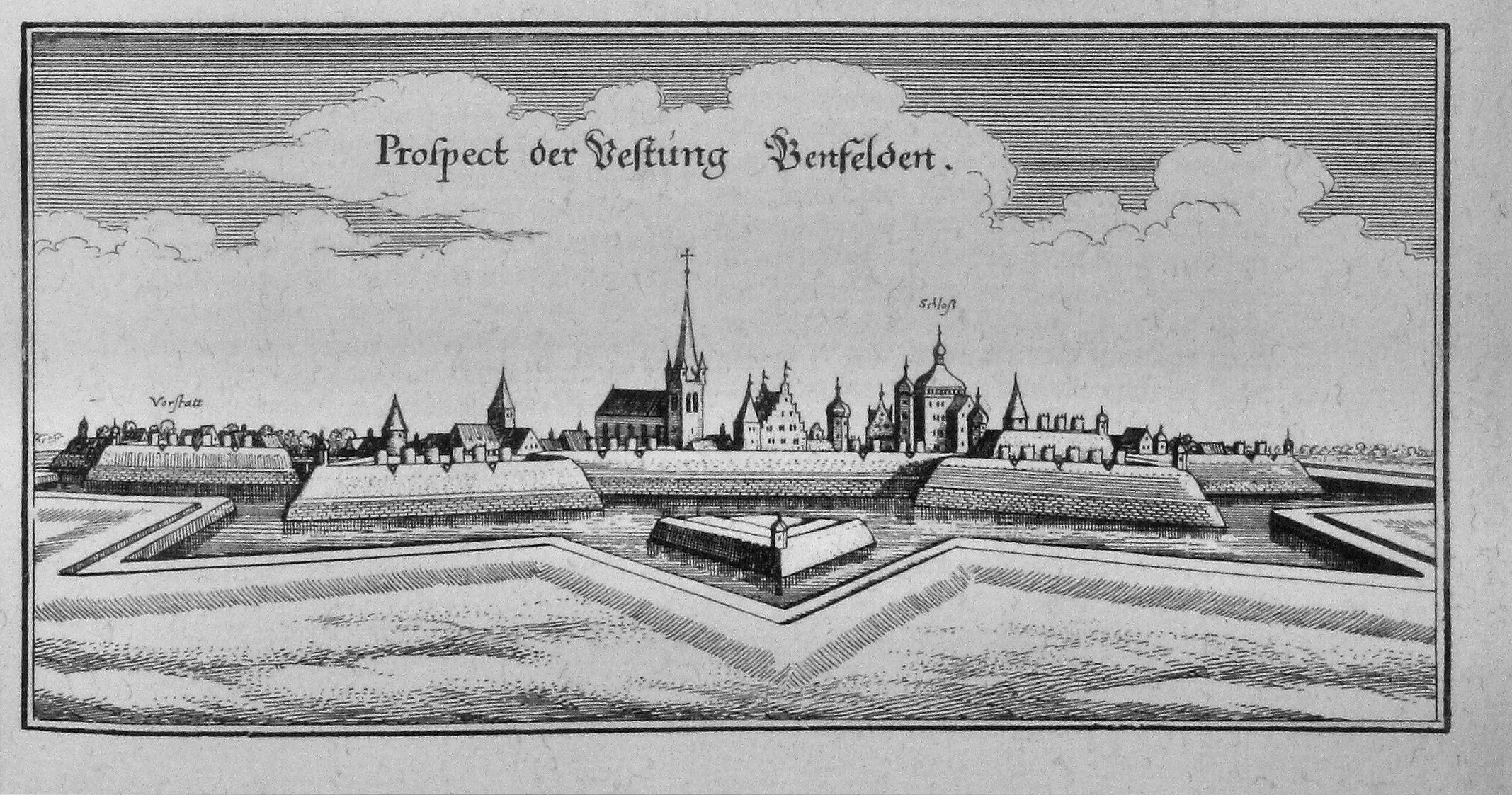
Topographia Alsatiae, Benfelden

Benfeld est mentionnée dans une charte de l'évêque Eddin du diocèse de Strasbourg, en 769, l'appelant « villa Benveltin ». Un autre évêque fit construire une enceinte fortifiée et l'empereur Albrecht I lui conféra le titre de ville en 1306. En 1349, Benfeld est le lieu de rencontre des dix villes libres d'Alsace, la Décapole, de la ville de Strasbourg et des Seigneuries pour délibérer des mesures à prendre à la suite de l'épidémie de peste. En 1394, la cité est donnée en gage à la ville de Strasbourg à la suite des dépenses inconsidérées de l'évêque Guillaume de Diest pour une période de dix ans. Faute de remboursement le pacte fut reconduit et ce n'est que 115 ans plus tard que l'évêque Guillaume de Hohnstein réussit à récupérer les biens du bailliage. Benfelden, forteresse revient en 1537 aux Princes-Évêques de Strasbourg et en 1580 devient le chef-lieu du bailliage épiscopal précédemment situé à Bernstein.
- Pendant la guerre de Trente Ans, à la fin du mois d'août 1632, les forces suédoises commandées par le maréchal Horn et le rhingrave Othon-Louis, comte de Salm, franchirent le pont entre Kehl et Strasbourg puis enlevèrent Obernai et Erstein. Ayant récupéré les pièces d'artillerie de Strasbourg les Suédois mirent le siège devant la forteresse épiscopale de Benfeld[31]. Défendue par ses habitants et Louis Zorn von Bulach, la ville résiste pendant 66 jours au siège qui avait débuté le 16 septembre 1632.
- Après la reddition de la ville, les Suédois occupèrent Benfeld qui sera le quartier général de l'Armée suédoise du 9 novembre 1632, jusqu'en 1650 à la suite de la signature du traité de Westphalie. Les fortifications sont détruites selon les termes du traité sous les ordres du colonel Moser et Benfeld fête sa libération le 20 septembre 1650.

Il existe actuellement encore deux rues rappelant les anciennes fortifications, la rue de Petit-Rempart et la rue du Grand-Rempart.
- Elle fut chef-lieu de district de 1790 à 1795.
- Au cours de la bataille d'Alsace, Benfeld a été libérée le 1er décembre 1944 par les spahis de la 2e Division blindée.
 Mais le 7 janvier 1945, les Allemands qui avaient déclenché une énergique offensive sur Strasbourg (Opération Nordwind) reprenaient une partie du terrain perdu et, atteignant l'Ill, arrivaient aux portes de la localité. Devant cette sérieuse menace, toute la population dut être évacuée et Benfeld subit, jusqu'au 20 janvier, le violent feu de l'artillerie allemande.

La commune a été décorée, le 12 février 1949, de la Croix de guerre 1939-1945.

### Héraldique
| Blason de Benfeld | Blason  | D'azur à la bande d'argent chargée de trois étoiles de six rais de gueules à plomb. |
| Blason de Benfeld | Détails |                                                                                     |

## Politique et administration

### Intercommunalité
La commune est membre de la Communauté de communes du canton d'Erstein (CCCE).

### Budget et fiscalité 2016

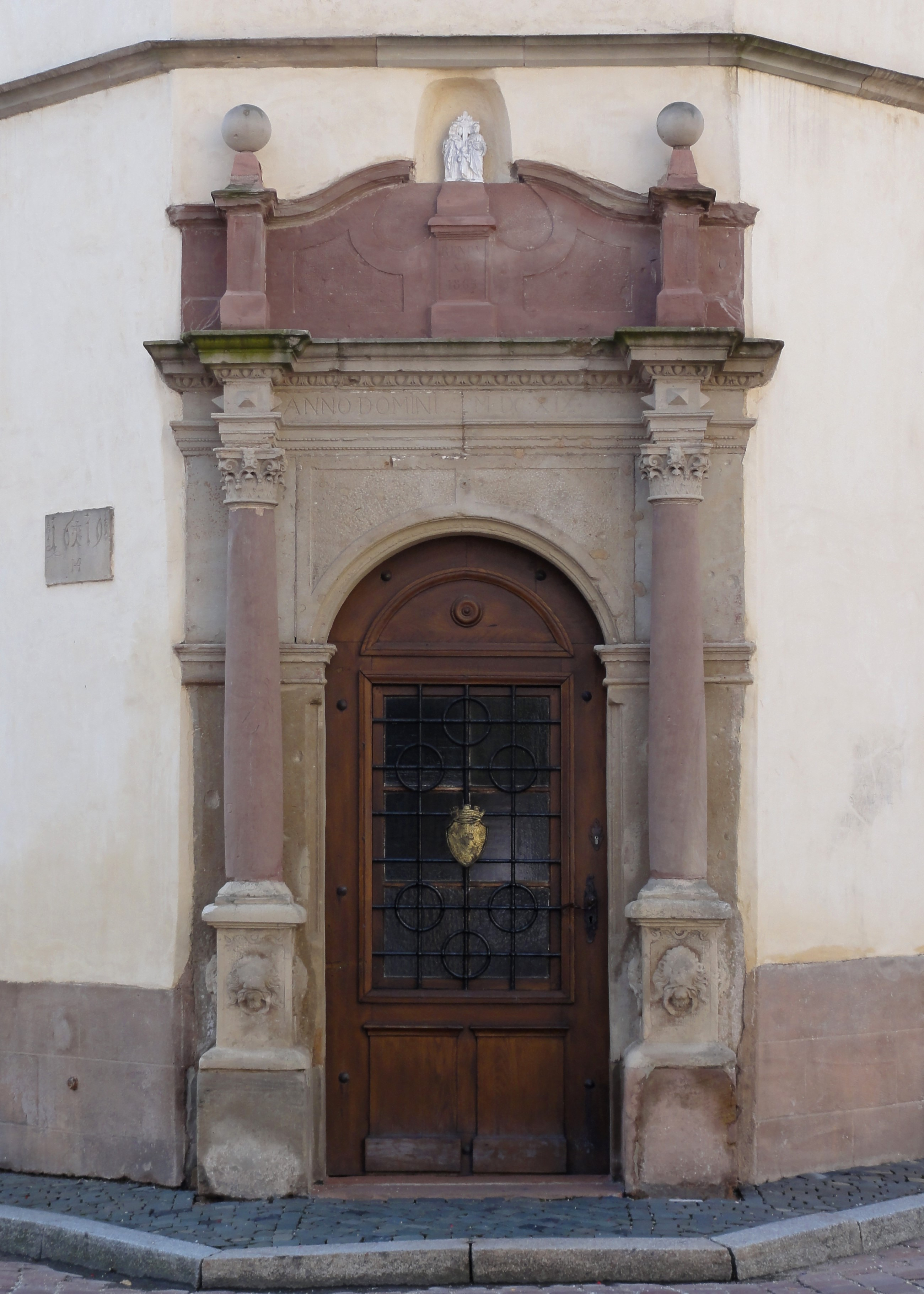
Portail de l'hôtel de ville (1619).

En 2016, le budget de la commune était constitué ainsi :
- total des produits de fonctionnement : 4 175 000 €, soit 718 € par habitant ;
- total des charges de fonctionnement : 2 989 000 €, soit 514 € par habitant ;
- total des ressources d'investissement : 3 011 000 €, soit 518 € par habitant ;
- total des emplois d'investissement : 1 606 000 €, soit 279 € par habitant ;
- endettement : 4 967 000 €, soit 854 € par habitant.

Avec les taux de fiscalité suivants :
- taxe d'habitation : 16,46 % ;
- taxe foncière sur les propriétés bâties : 13,23 % ;
- taxe foncière sur les propriétés non bâties : 58,53 % ;
- taxe additionnelle à la taxe foncière sur les propriétés non bâties : 0,00 % ;
- cotisation foncière des entreprises : 0,00 %.

Chiffres clés Revenus et pauvreté des ménages en 2015 : médiane en 2015 du revenu disponible, par unité de consommation : 20 129 €.

## Population et société

### Démographie

#### Évolution démographique
L'évolution du nombre d'habitants est connue à travers les recensements de la population effectués dans la commune depuis 1793. Pour les communes de moins de 10 000 habitants, une enquête de recensement portant sur toute la population est réalisée tous les cinq ans, les populations de référence des années intermédiaires étant quant à elles estimées par interpolation ou extrapolation. Pour la commune, le premier recensement exhaustif entrant dans le cadre du nouveau dispositif a été réalisé en 2007.

En 2022, la commune comptait 5 922 habitants, en évolution de +3,21 % par rapport à 2016 (Bas-Rhin : +3,17 %, France hors Mayotte : +2,11 %).
| 1793  | 1800  | 1806  | 1821  | 1831  | 1836  | 1841  | 1846  | 1851  |
| ----- | ----- | ----- | ----- | ----- | ----- | ----- | ----- | ----- |
| 1 309 | 1 220 | 1 188 | 1 794 | 2 230 | 2 555 | 2 688 | 2 807 | 3 001 |

| 1856  | 1861  | 1866  | 1871  | 1875  | 1880  | 1885  | 1890  | 1895  |
| ----- | ----- | ----- | ----- | ----- | ----- | ----- | ----- | ----- |
| 2 926 | 2 745 | 2 757 | 2 603 | 2 635 | 2 797 | 2 544 | 2 324 | 2 479 |

| 1900  | 1905  | 1910  | 1921  | 1926  | 1931  | 1936  | 1946  | 1954  |
| ----- | ----- | ----- | ----- | ----- | ----- | ----- | ----- | ----- |
| 2 388 | 2 466 | 2 640 | 2 518 | 2 655 | 2 741 | 2 838 | 2 588 | 2 886 |

| 1962  | 1968  | 1975  | 1982  | 1990  | 1999  | 2006  | 2007  | 2012  |
| ----- | ----- | ----- | ----- | ----- | ----- | ----- | ----- | ----- |
| 3 449 | 3 441 | 3 798 | 4 451 | 4 330 | 4 878 | 5 260 | 5 315 | 5 667 |

| 2017  | 2022  | - | - | - | - | - | - | - |
| ----- | ----- | - | - | - | - | - | - | - |
| 5 753 | 5 922 | - | - | - | - | - | - | - |

## Économie
La commune constitue l'un des pôles d'emplois entre Sélestat au sud et Strasbourg, situé plus au nord.

### Entreprises et commerces

#### Agriculture
- Chambre Départementale D'Agriculture Du Bas Rhin (A.D.A.R de la plaine de l'Ill).

#### Industrie
- Socomec, entreprise spécialisée dans les onduleurs et armoires électriques, a son siège social et deux usines, ainsi qu'un centre de cistribution d'une superficie de six mille mètres carrés destiné au stockage.
- Les laboratoires de PCB Création sont spécialisés dans les décors alimentaires.
- SECOME SAS conçoit et réalise des moyens de productions pour la transformation du métal en feuille ; ADEcut, sa société sœur, met en œuvre ces moyens (outillage de presse) en produisant des pièces métalliques.
- Édifice industriel dit Centre de fermentation des tabacs[44],[45].
- Moulin du Muhlbach[46].

#### Commerces
Commerces et services :
- Restaurants.
- Services de proximité[47].

#### Tourisme
- Cette commune se trouve dans la région historique et culturelle d'Alsace.
- Hôtels, gîtes, chambres d'hôtes[48].

### Enseignement
Établissements d'enseignements :
- Écoles maternelles et primaires,
- Collège,
- Lycées à Erstein, Barr et Obernai.

### Santé
Professionnels et établissements de santé :
- Médecins,
- Hôpitaux à Benfeld, Erstein[51].

### Cultes
- Culte catholique, Saint-Laurent, Diocèse de Strasbourg[52].
- Paroisse luthérienne.

## Lieux et monuments

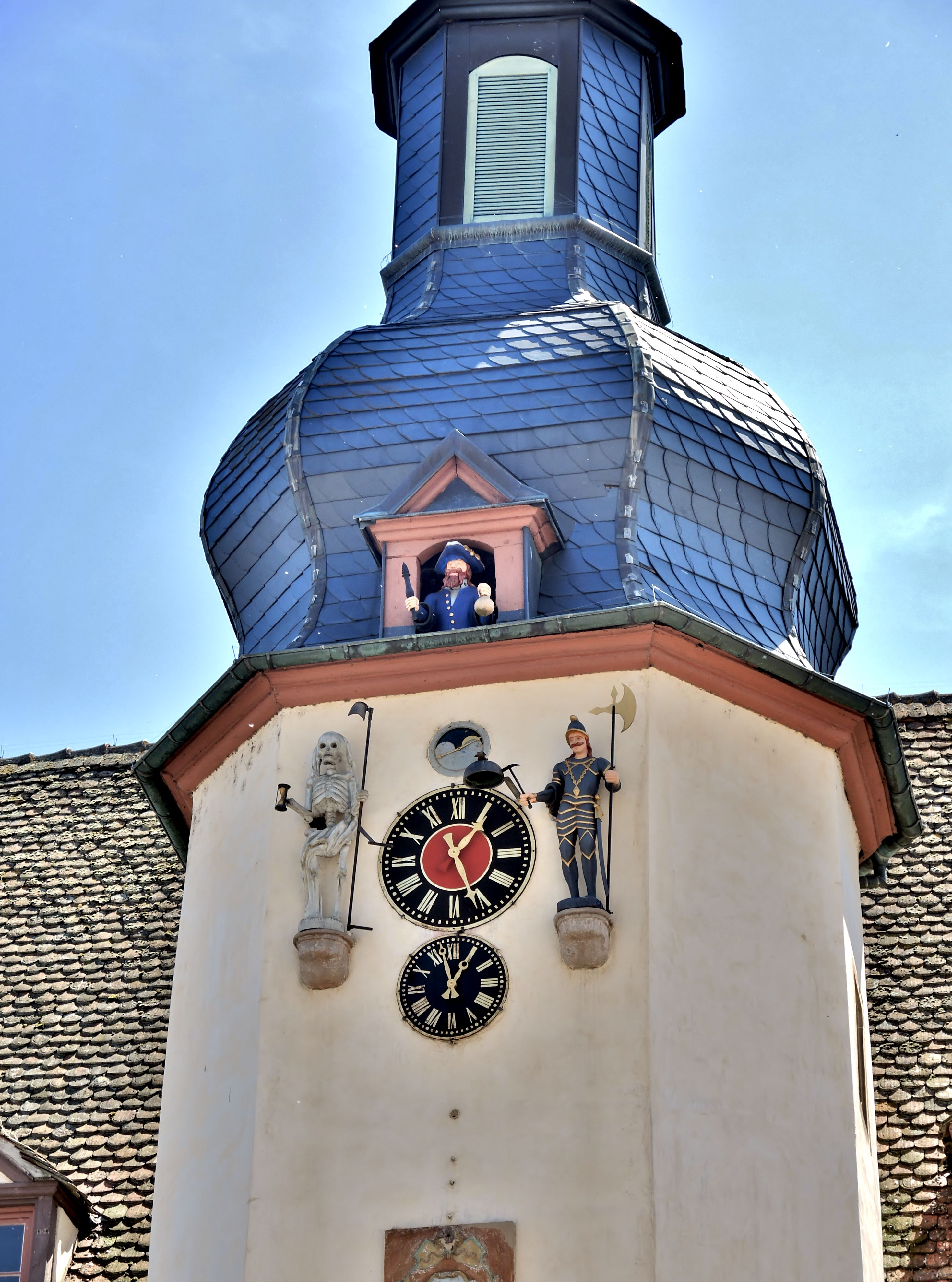
Tour du Jacquemart.

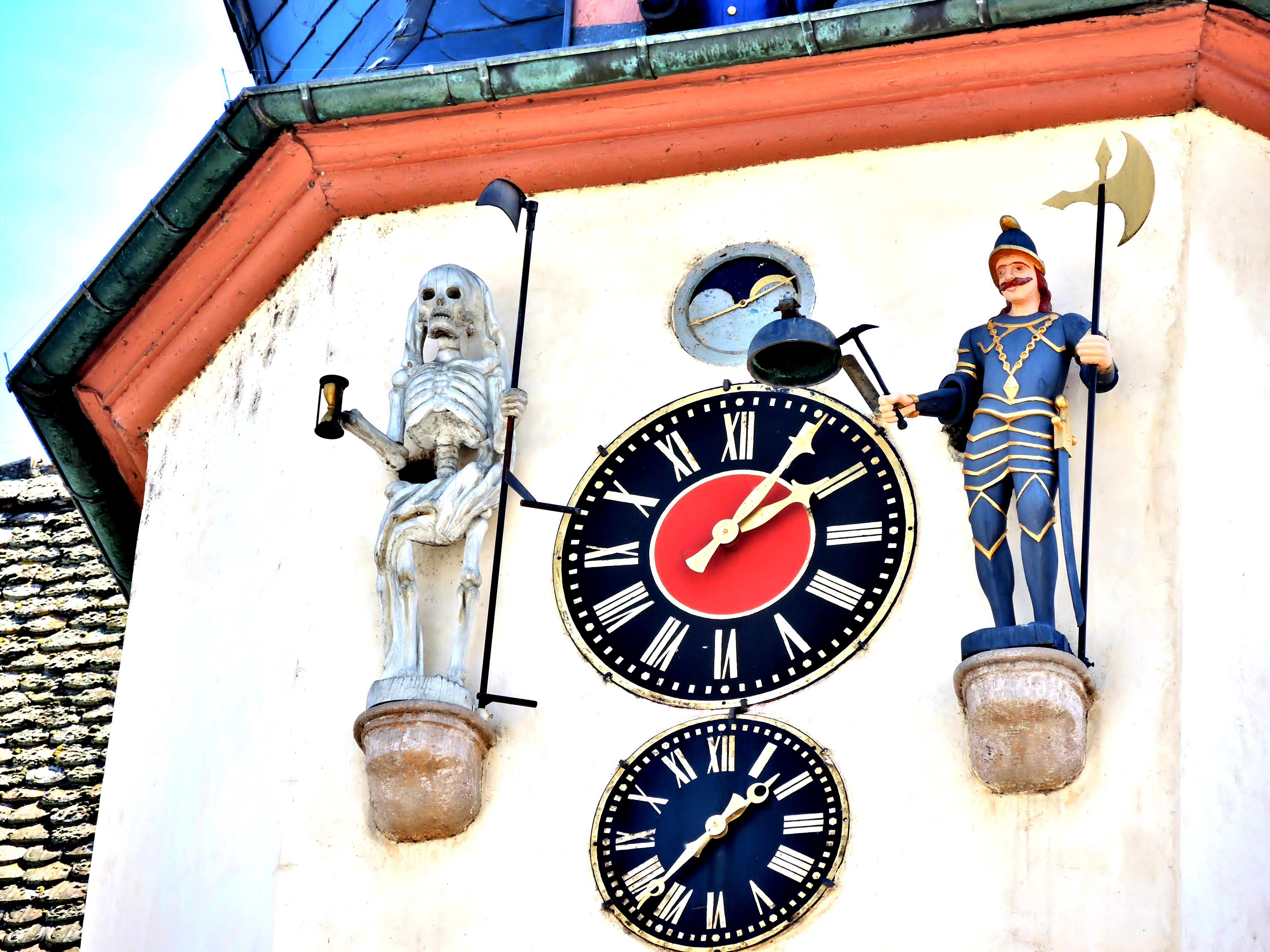
Le jacquemart.

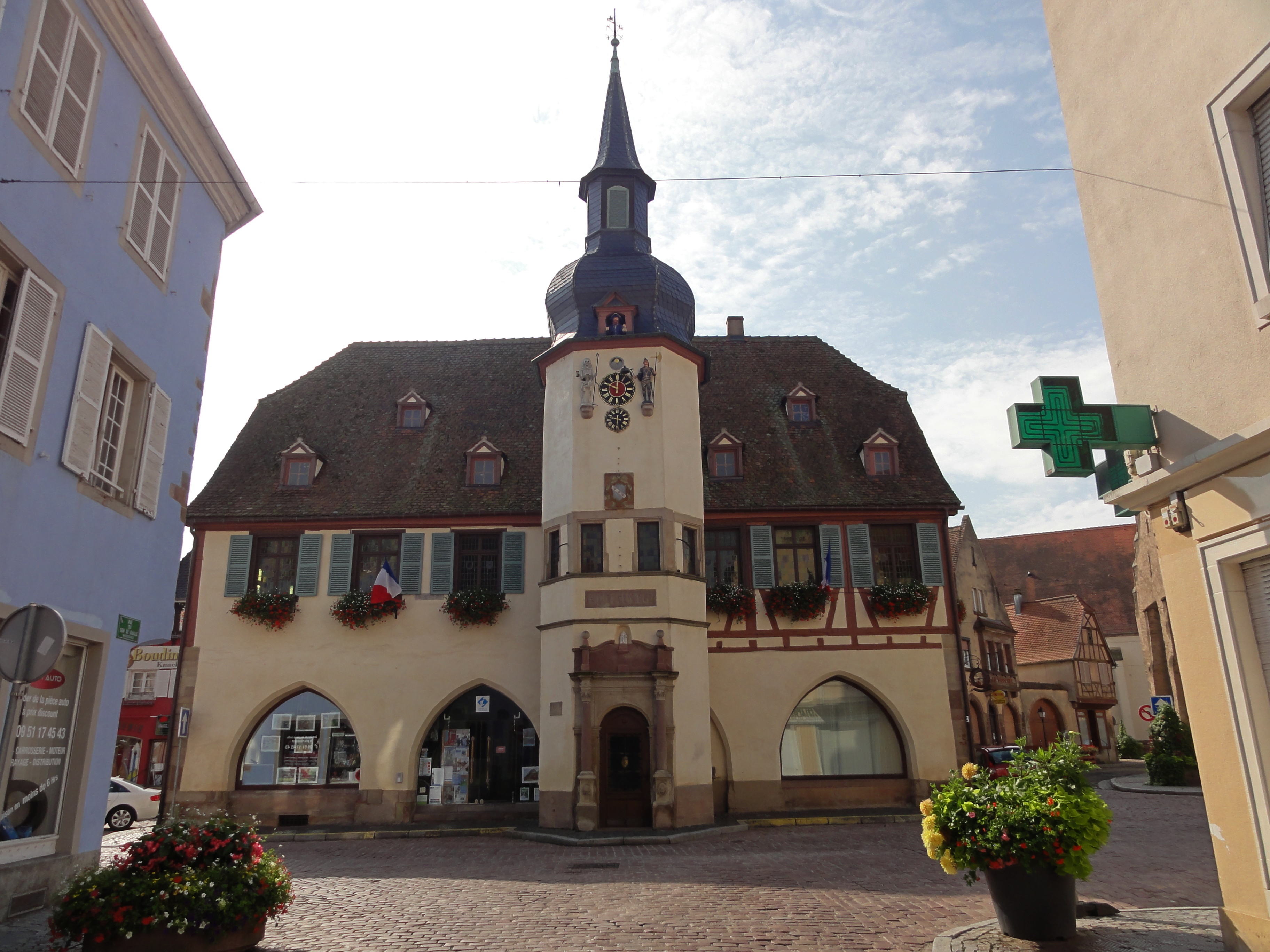
Hôtel de ville (1531).
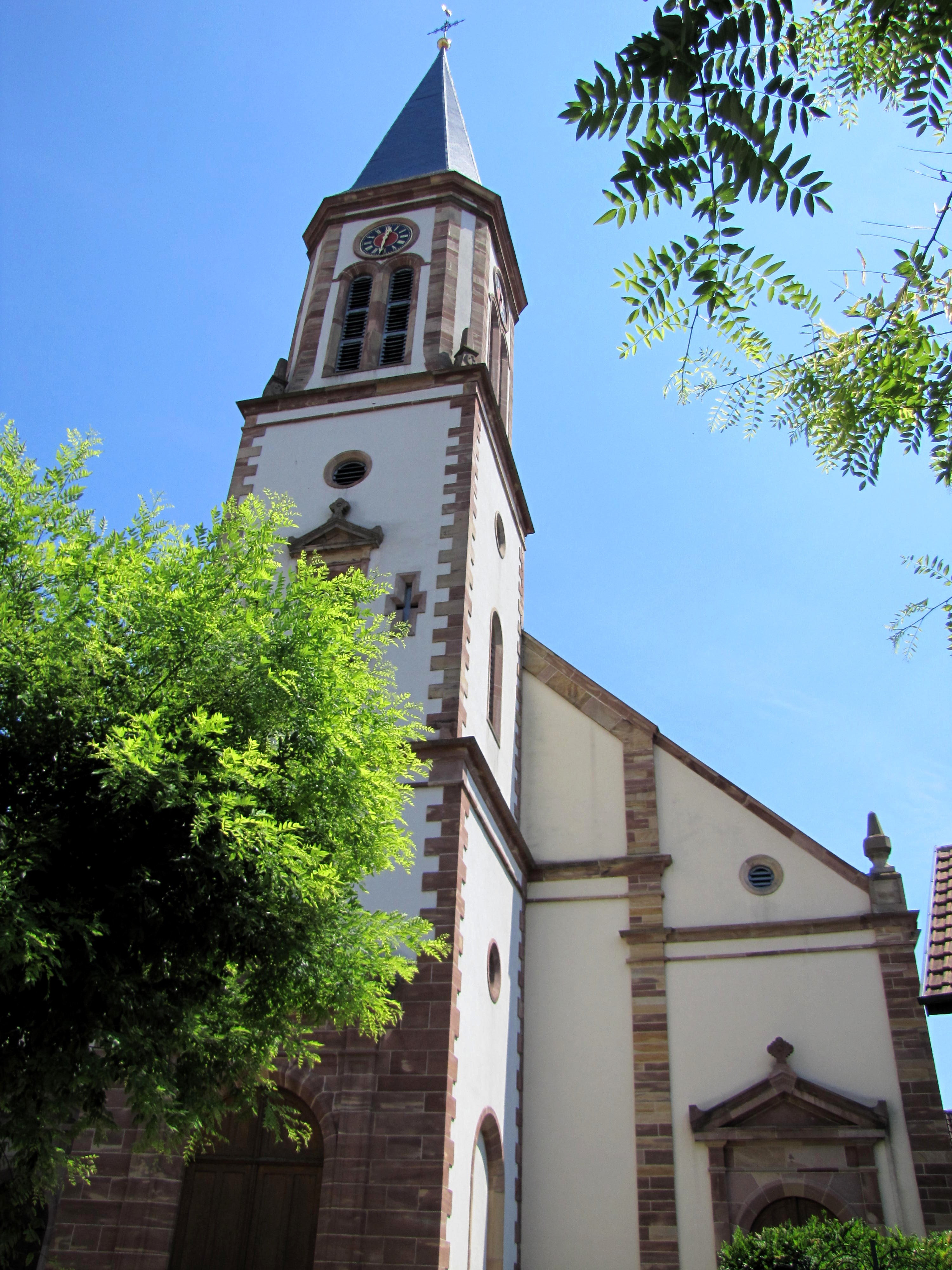
Église Saint-Laurent.
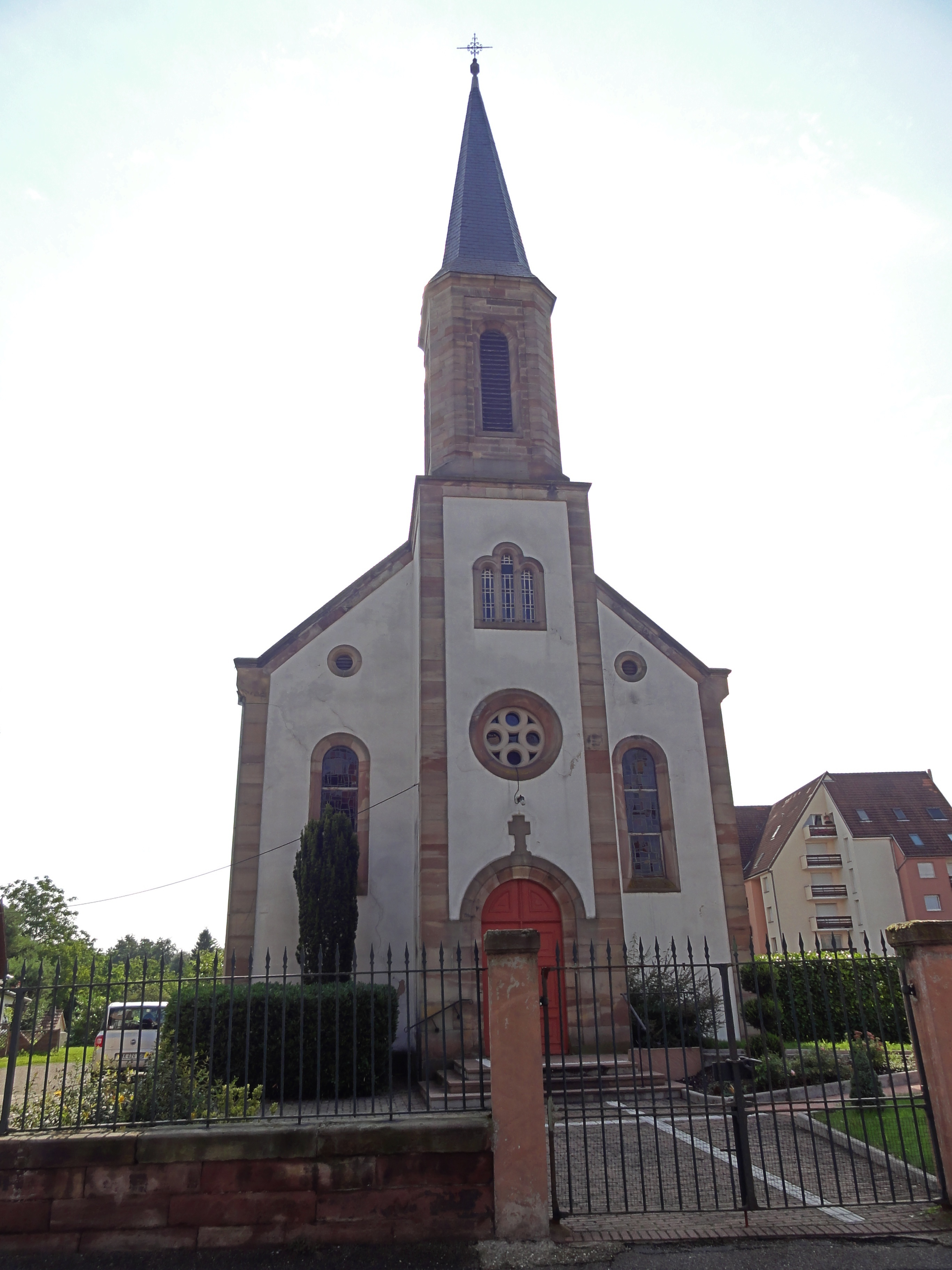
Église protestante.
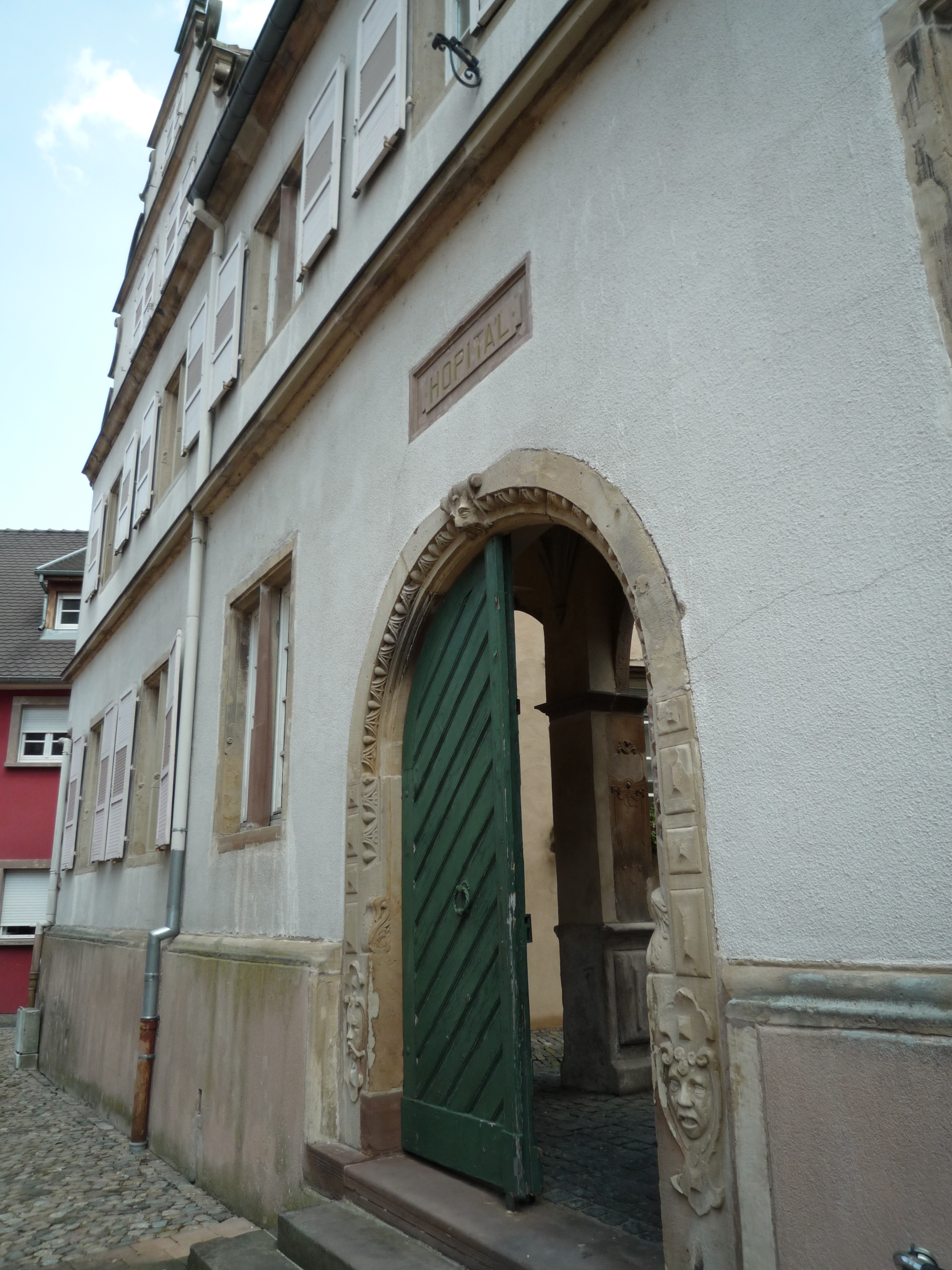
Ancien hôpital (XVIIe siècle-XVIIIe siècle)[53],[54].
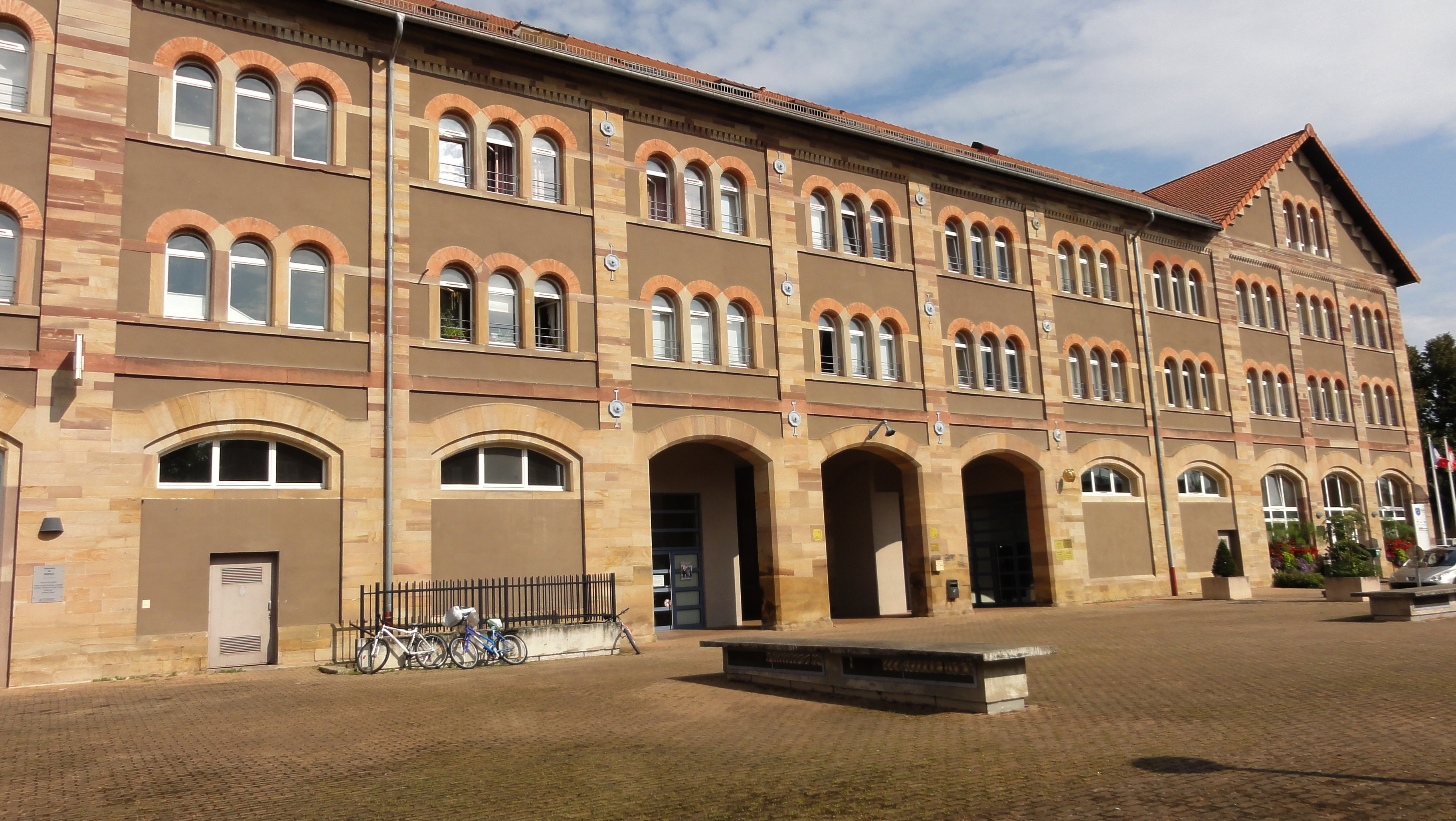
Ancien centre de fermentation des tabacs (XIXe siècle), rue du Château.
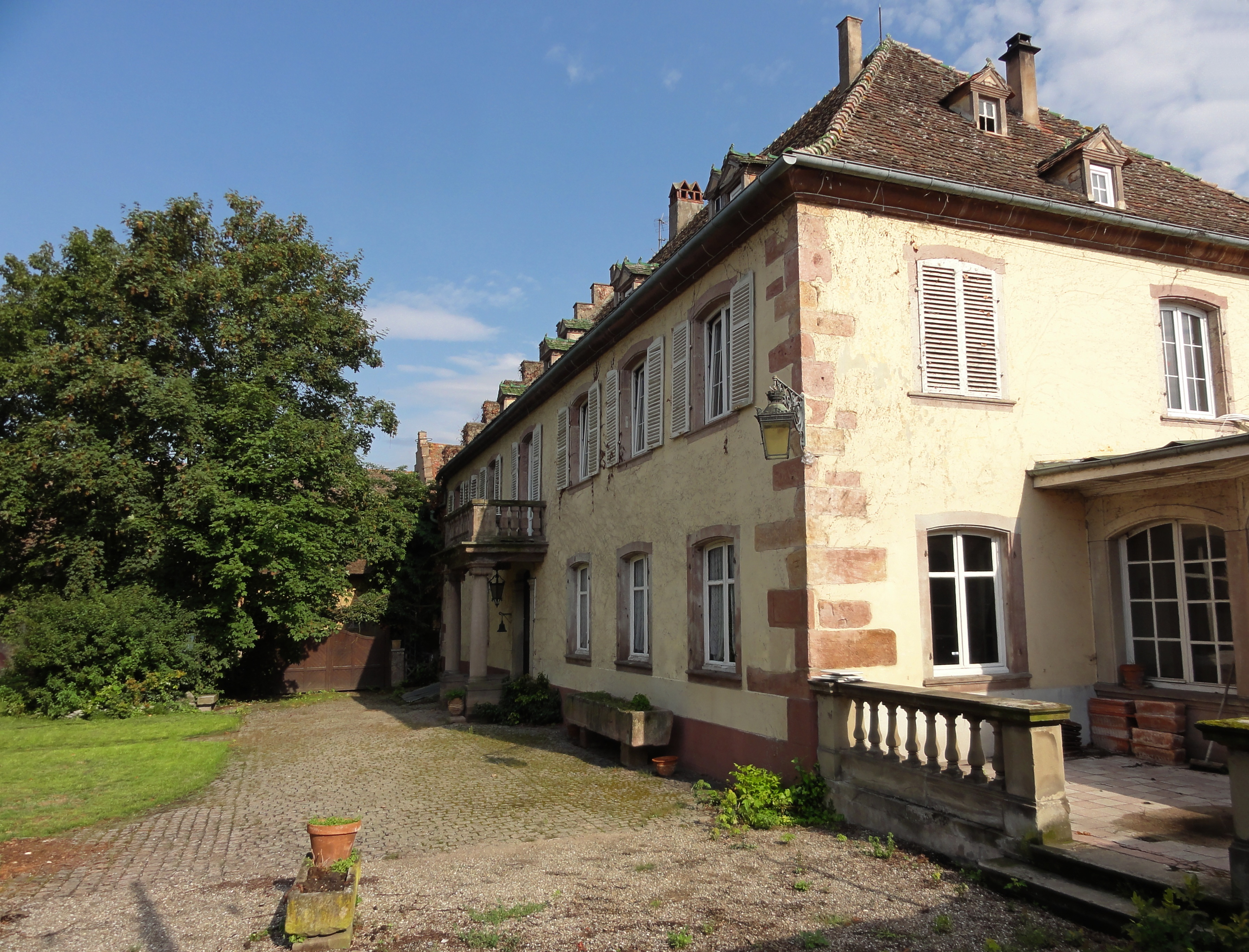
Ancien relais de poste (XVIIIe siècle),
2 rue de Strasbourg[55],[56].
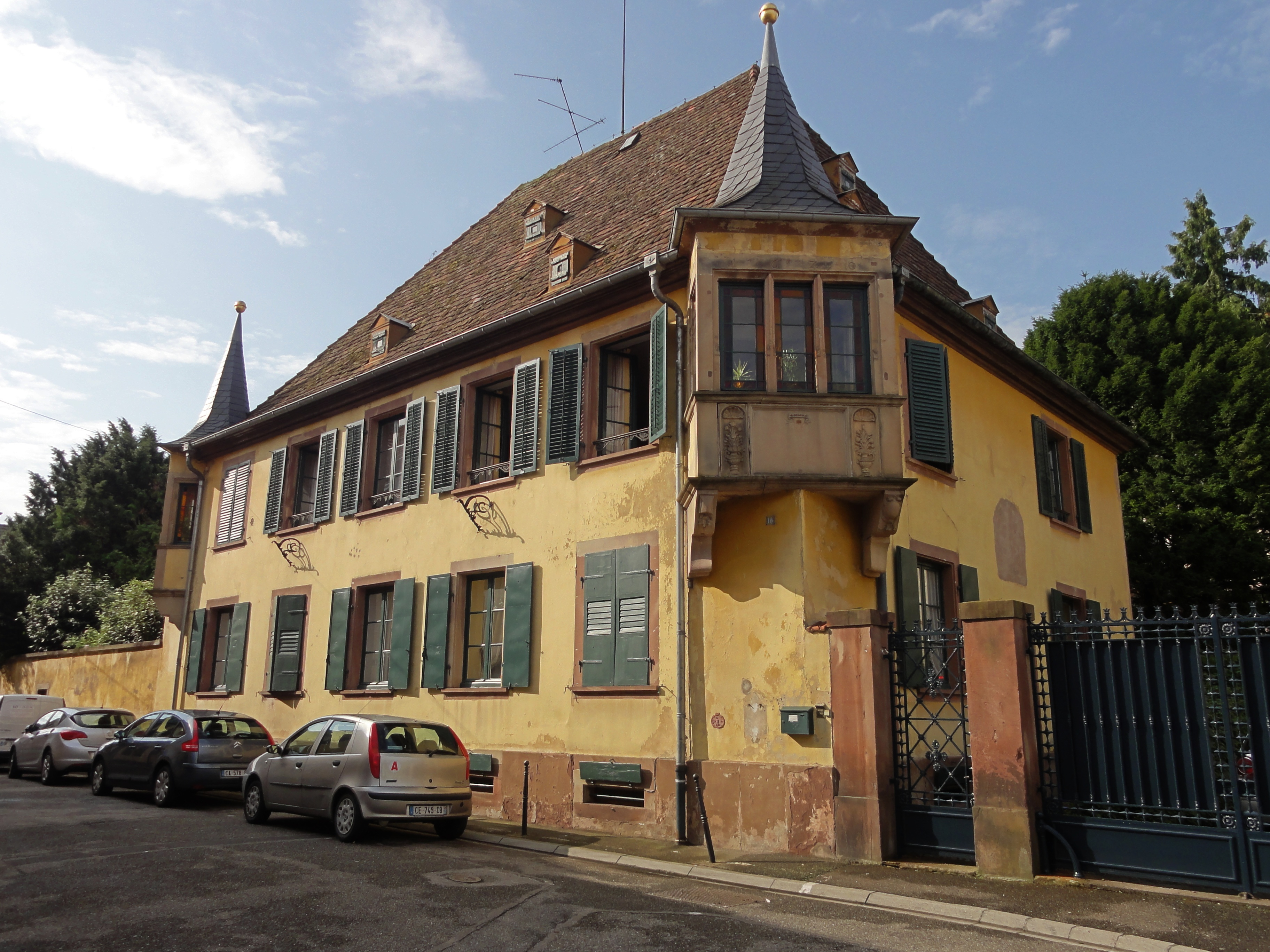
Maison de gouverneur dite le « Châtelet » (1620)[57],[58].
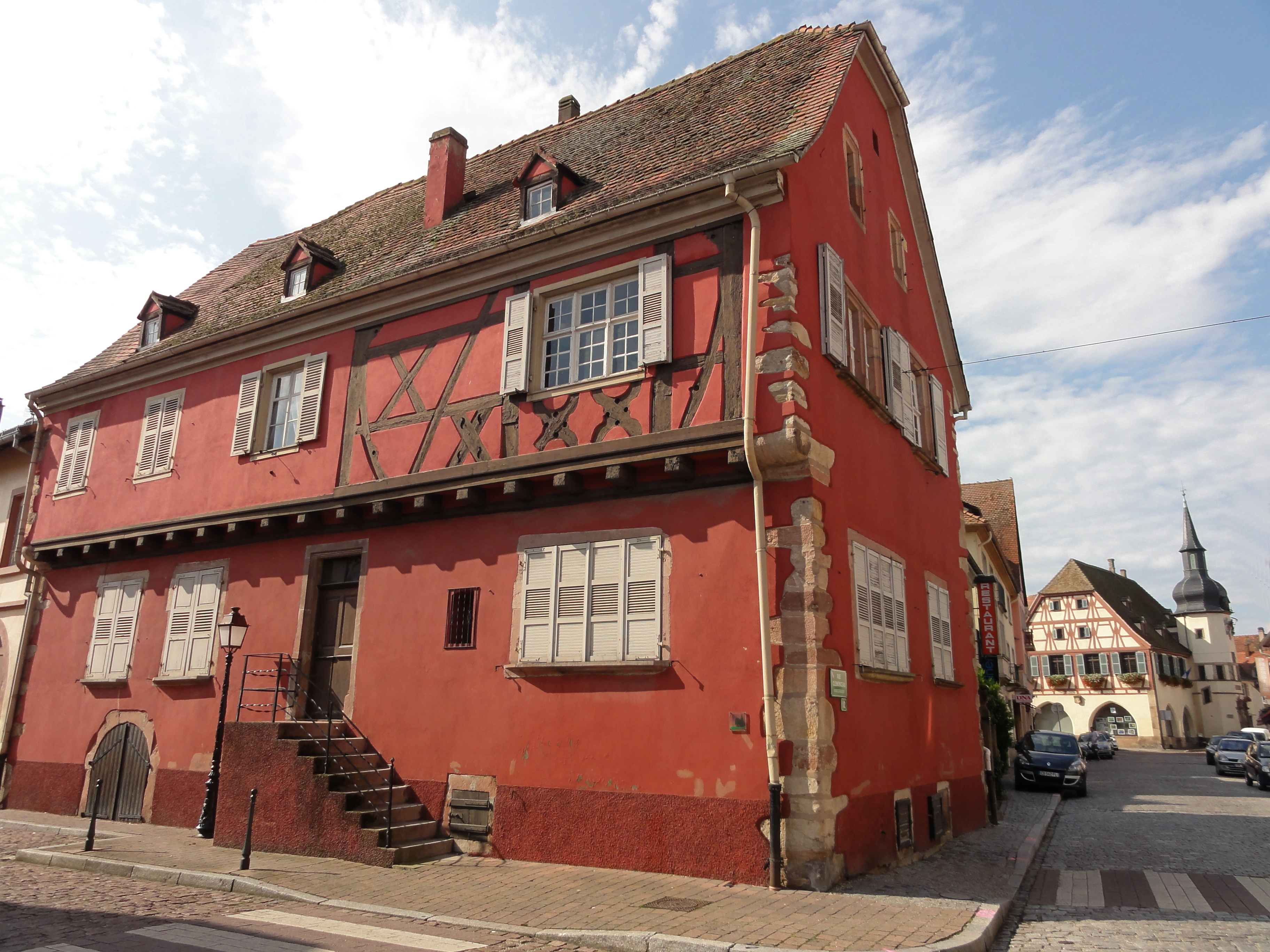
Maison de bailli (XVIe siècle), 12 rue Clemenceau[59].
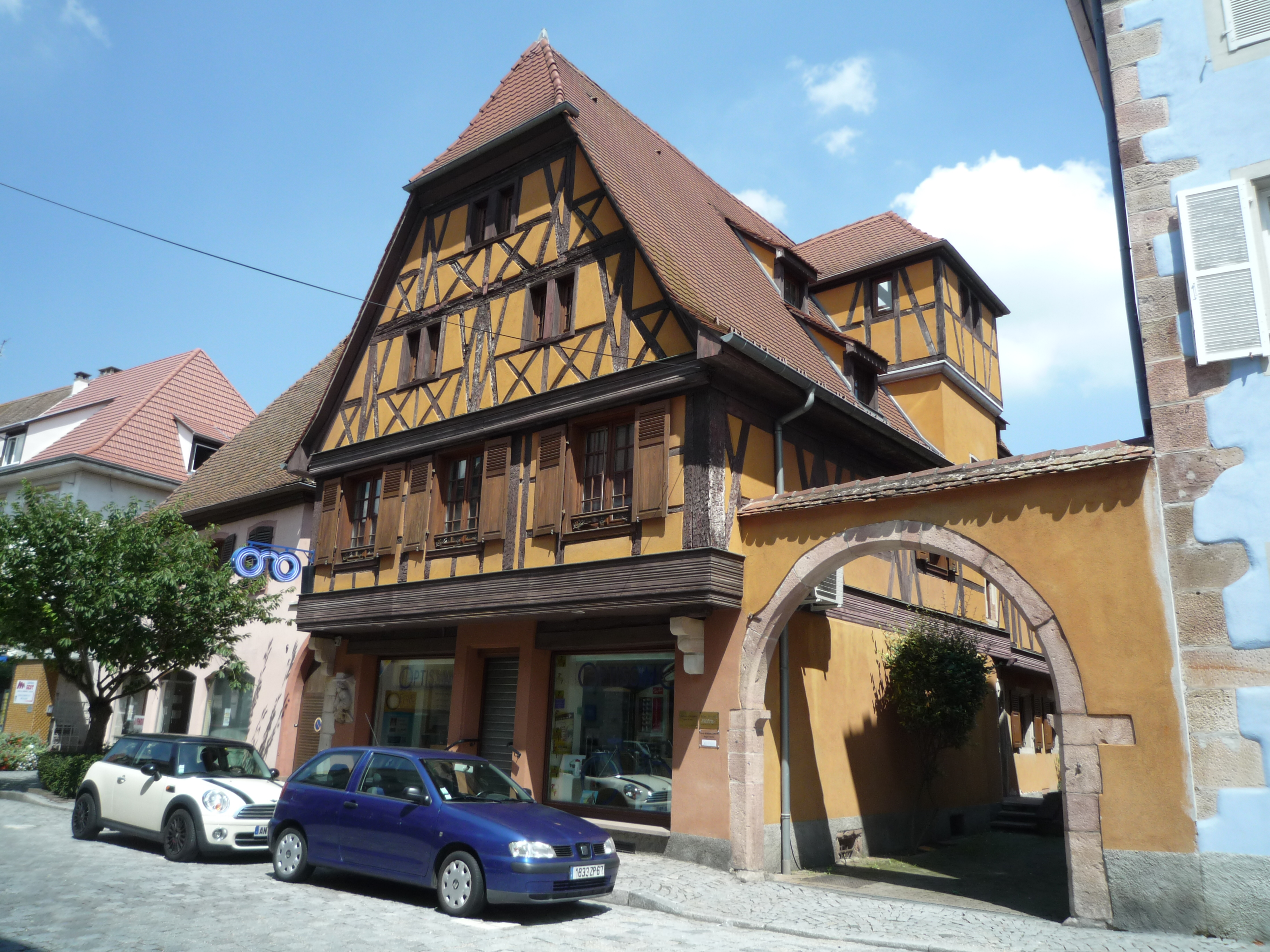
Maison (XVIe siècle-XVIIe siècle), 4 rue du Général-de-Gaulle[60],[61].

### L'hôtel de ville
Il date de 1531 ; la tour latérale avec son horloge à automates (jacquemarts) a été ajoutée en 1619,.

### La gare
Le bâtiment voyageur de la gare démoli en 2012 datait de la construction de la ligne Strasbourg-Bâle, inaugurée en 1840.
Elle était une des vingt stations de la ligne.
Il était le dernier de la ligne et à ce titre le plus vieux d’Alsace et certainement un des plus vieux du monde.

### L'église Saint-Laurent
L'église épiscopale date de l'époque mérovingienne (762). Une reconstruction eut lieu en 1352 dont subsiste le chœur. La nef et le clocher ont été remaniés aux XVIIIe et XIXe siècles. Des sarcophages mérovingiens datant de l'église primitive ont été découverts sous les fondations de l'église actuelle. L'église fut remaniée en 1754, le chœur gothique a été conservé et la nef reconstruite en 1840 en style néoclassique. L'église abrite entre autres des fonts baptismaux de la fin du XVe siècle provenant du couvent de Ehl.
L'orgue est de Georges et Curt Schwenkedel, 1954.

### La synagogue
La synagogue, construite en 1846 et agrandie en 1875, inscrite sur l'inventaire supplémentaire des monuments historiques par arrêté du 8 octobre 1984,. La restauration de l'édifice a été inscrite dans le Loto du patrimoine,.
Ses orgues sont de Charles et Edgard Wetzel (1895).

### Le temple
Temple construit en 1866 d'après un projet d'Antoine Ringeisen,,.

### Monuments commémoratifs
Les deux monuments aux morts : Monument aux Morts tous conflits, Monument aux Morts 1914-1918,

## Le collège
Le collège Robert-Schuman est situé rue du Luxembourg et accueille environ 700-900 élèves.

## Personnalités liées à la commune

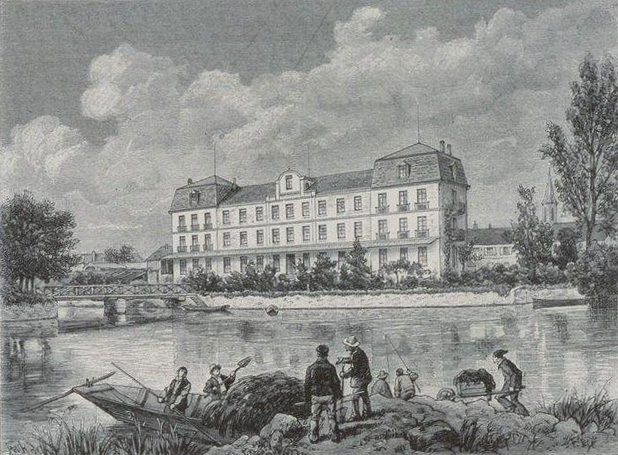
L'Établissement d'hydrothérapie du docteur Sieffermann à Benfeld (Frédéric Lix, 1889).

- François Antoine Joseph Nicolas Macors (1744-1825), général des armées de la Royauté et de la République, né dans la commune.
- François-Xavier Gsell, né à Benfeld le 30 octobre 1872 et décédé à Sydney le 12 juillet 1960. Missionnaire du Sacré-Cœur en Australie, il fut, en 1938, le premier évêque de Darwin.
- Pierre Roland-Lévy, magistrat originaire de Benfeld. Il est connu pour avoir été un acteur clef dans l'affaire Denoël.
- Étienne Yver (1955-), peintre contemporain, est le petit-fils d'un maire de Benfeld.
- René Gsell (1921-2000), linguiste et phonéticien français.
- Eugénie Mettenet (1916-2008), Juste parmi les nations.
- Antoine Béchamp (1816-1908), docteur en sciences, en médecine et en chimie et diplômé en pharmacie.
- Christophe Felder (1965- ), pâtissier renommé.

## Jumelages
- Ettenheim (Allemagne).